# Willy (radiozender)
Willy is een op 11 oktober 2019 gelanceerde Vlaamse digitale radiozender van DPG Media. Willy richt zich op 35- tot 50-jarigen die van stevige rock of classics houden, met als slogan ‘Music matters!’. De zendernaam is geïnspireerd door Willy Willy, de gitarist van rockband The Scabs die in 2019 overleed aan de gevolgen van kanker.
De zender werd opgestart als antwoord op Studio Brussel en startte als enige radiozender op vrijdag presentaties, de andere dagen waren non-stop. Toenmalige programmadirecteur Robin Vissenaekens bouwde verder aan een volledig programmaschema. In 2021 nam Annelies Orye de fakkel over. Charlotte Ghekiere was toen marketingmanager en werd in 2024 zendermanager.
Willy is te beluisteren via DAB+ en diverse internetplatformen. De zender is tevens te ontvangen op de Digibox of Digicorder van Telenet (Vlaanderen: kanaal 931 – Brussel/Wallonië: kanaal 928).
Sinds december 2022 is er ook Willy class x, een non-stop zender met alleen classic rock hits. Ook enkel online en via Dab+ te beluisteren.

## Doelpubliek
Willy richt zich op de zogenaamde 'zwevende luisteraars' uit een commercieel interessant segment: luisteraars ouder dan 35 met interesse in rockmuziek, die tussen Studio Brussel, Radio 1 en Nostalgie wisselen zonder zich ergens echt thuis te voelen. Het is een doelgroep die zijn weg kent op muziekstreamingdiensten zoals Spotify of Deezer, maar toch periodiek de meerwaarde van een zender met een vast uitzendstramien mist. Willy was eind oktober 2023 de meest populaire digitale Vlaamse radiozender, het marktaandeel was toen 1,8%.

## Muziekaanbod
De playlist bestaat vooral uit oude en nieuwe rockmuziek. In het persbericht bij de lancering werd verwezen naar The Kinks, Jimi Hendrix, Talking Heads, Pixies, Triggerfinger en dEUS tot Arcade Fire, Tame Impala, Balthazar en Whispering Sons.
In de studio staat een platenspeler, er kan dus vinyl gedraaid worden.

## Presentatoren
- Wim Oosterlinck presenteert het gelijknamige programma in de avondspits sinds de zomer van 2023.  Hij begon bij de zender als presentator van het ochtendblok in september 2020[3] nadat hij Qmusic verliet.[4]  Eind 2022 raakte bekend dat hij een half jaar ouderschapsverlof zou opnemen.[5]
- Tomas De Soete verzorgt het ochtenblok (7-10u) sinds begin 2023, eerst als vervanging van Wim Oosterlinck, daarna ook als vaste waarde.
- Sien Wynants presenteerde in 23/24 van 13u tot 16u en vanaf eind augustus 2024 samen met Tomas De Soete het ochtendblok, dit deed ze in het verleden ook al als interim.
- Sofie Engelen,  Iwein Segers en Jan Van Den Bossche presenteerden de eerste jaren afwisselend 'De voortent'.
- Elke Van Mello presenteert ClassX op weekdagen tot augustus 2023, nadien neemt Annelies Orye het van haar over. Jan Van Den Bossche presenteert het programma in het weekend.
- Elien D'hooge neemt het namiddagprogramma voor haar rekening.
- in 2022 presenteert Sofie Engelen Engelenstof tijdens de avondspits. Ze presenteerde ook het festivalprogramma van Willy in de zomermaanden, samen met actrice en presentatrice Elke Van Mello.
- Marcel Vanthilt, praat op maandag De M show aaneen.
- Stijn Meuris, frontman van Noordkaap, presenteert dinsdagavond Meurissey.
- Iwein Segers presenteert Rockrijk op woensdag, met items als Dad-rock, het Spiegelpaleis, De Tweede Plaat.
- Andries Beckers, co-host van de podcast Welcome To The AA, presenteert 'Staalhard' op donderdagavonden.
- Cedric Maes, gitarist bij Sore Losers, presenteert 'The best songs in the world' als vrijdagavondprogramma.
- Luc Janssen presenteerde gedurende de startperiode maandelijks op woensdag 'Ongesteld', zijn zoon Eppo Janssen verzorgt mee de platensamenstelling. Eppo neemt tegenwoordig op woensdag ook 'Fuzzbox' voor zijn rekening, een programma rond nieuwe muziek.
- Vanaf 2019 kwam Nelles De Caluwé de dj's van Willy aanvullen op freelance basis, daarbij vangt hij vooral de vakantieperiodes op.  Ook 2023 kwam Shalini Van den Langenbergh is op die manier op de radio te horen. Zij presenteerde daarnaast tijdens de week van de jaren 00 in 2025 ook een radioprogramma rond emo-rock met 'Welcome to the Black Parade', naar de gelijknamige song van My Chemical Romance.

In 2019 waren ook Tim Van Aelst en Ruben Block actief als presentator.